# 1551 Argelander
1551 Argelander је астероид главног астероидног појаса са средњом удаљеношћу од Сунца која износи 2,394 астрономских јединица (АЈ).
Апсолутна магнитуда астероида је 12,2.